# Fort Dębe

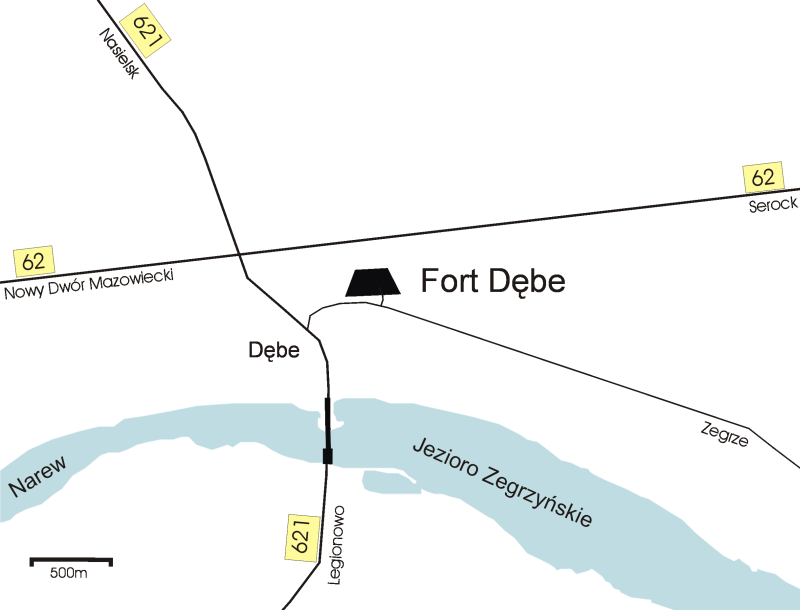
Fort Dębe: położenie

Fort Dębe został zbudowany przez Rosjan w okresie poprzedzającym I wojnę światową. Budowę fortu, zaprojektowanego przez gen. inż. Wieliczkę, podjęto w roku 1901 i kontynuowano do wybuchu wojny rosyjsko-japońskiej w roku 1904. Prace podjęto ponownie w roku 1909. Mimo tak długiego czasu prac budowa fortu nigdy nie została w pełni ukończona.
Fort Dębe, znajdujący się w połowie odcinka między twierdzami w Modlinie i Zegrzu stanowił uzupełnienie Warszawskiego Rejonu Fortecznego, opierającego się na trójkącie twierdz: Modlina, Zegrza i Warszawy. Zbudowany został na planie trapezu, materiałem użytym do budowy był beton. Wybudowano jedną z dwóch części koszar wraz z kaponierą szyjową, dwa dużych rozmiarów tradytory (półkaponiery) z betonowymi wieżami obserwacyjnymi, dwie kaponiery przeciwskarpowe oraz poternę łączącą część obiektów. Na wale głównym fortu zamontowano półpancerne stanowiska obserwacyjne. Fort otaczała sucha fosa.
W roku 1915 pod fort podeszły wojska niemieckie. Fort był ostrzeliwany z ciężkiej artylerii m.in. największych moździerzy kalibru 42 cm. Śladem tego ostrzału jest duże uszkodzenie w lewej części przeciwskarpy oraz małe uszkodzenie fragmentu stropu koszar. Załoga odparła kilka szturmów, po czym wykonawszy główne zadanie – odwrót wojsk własnych – opuściła umocnienia, ale nie zdołała ich wysadzić. 7 sierpnia 1915 roku Niemcy zajęli fort.
Umocnienie przetrwało obie wojny w bardzo dobrym stanie. Obecny stan to efekt wysadzenia przez saperów w trakcie lub po zakończeniu II wojny światowej. Zniszczone są schrony pogotowia na wałach, poterna na połączeniu z przeciwskarpą oraz wejście do lewej kaponiery przeciwskarpowej. 
Obecnie teren wokół fortu zajmują ogródki działkowe. Teren jest prywatny i nie jest udostępniony do zwiedzania.
Fort Dębe jest wpisany do rejestru zabytków województwa mazowieckiego pod numerem  A-1368 z 2017-01-27.